# 카바드 2세

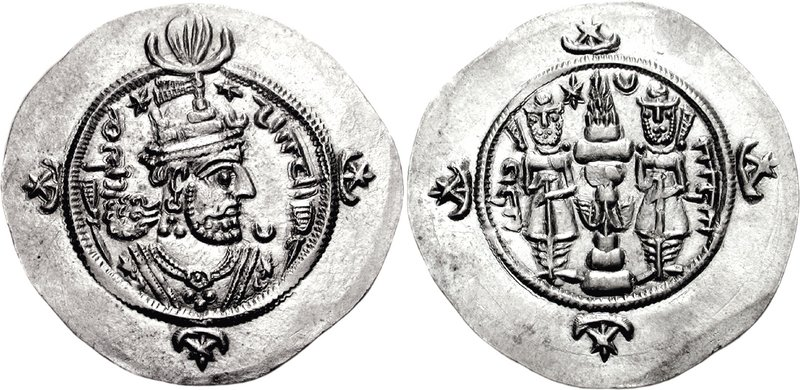
카바드 2세의 동전

카바드 2세(영어: Kavadh II, ? - 628년)는 사산 왕조 페르시아 제국의 샤이다. 호스로 2세의 자손이다.
호스로 2세에 의해 감금되었던 카바드 2세는, 로마 제국과의 전쟁 중 혼란을 틈타 귀족들의 도움으로 탈출하여 628년 2월에 도주중인 호스로 2세를 대신하여 제위에 오른다. 그리고 호스로 2세와 형제들을 살해하여 로마의 헤라클리우스와 협상하여 전쟁을 끝내려고 하였으나, 그 자신도 몇 달 뒤에 셰로예 페스트 때문에 사망한다.

## 참조
- 'The Civilizations of the Ancient Near East' by George Rawlinson, Project Gutenberg 보관됨 2018-04-02 - 웨이백 머신